# لاري هاريس
لاري هاريس (بالإنجليزية: Larry Harris)‏ هو منتج أسطوانات وملحن أمريكي، ولد في 31 مايو 1947 في بروكلين في الولايات المتحدة، وتوفي في 18 ديسمبر 2017 في بورت أنجلوس في الولايات المتحدة.

## وصلات خارجية
- لاري هاريس على موقع IMDb (الإنجليزية)
- لاري هاريس على موقع ميوزك برينز (الإنجليزية)
- لاري هاريس على موقع قاعدة بيانات الفيلم (الإنجليزية)